# Кокран (Алберта)
Кокран (енгл. Cochrane) је варош у јужном делу канадске провинције Алберта и део је статистичког подручја Велики Калгари. Насеље се налази у подножју брда Биг Хил на надморској висини од 1.186 m у долини уз реку Боу. Варош се налази на око 18 км западно од града Калгарија и кроз њега пролази деоница регионалног ауто-пута 1А. 
Насеље се развило из ранча локалног фармера Метјуа Кокрана 1881. године као Кокран Ранч, а 1903. је добило статус села. Кокран је добио статус вароши 1971. године. 
Према резултатима пописа становништва из 2011. у варошици је живело 17.580 становника у укупно 6.824 домаћинства, што је за чак 27,8% више у односу на попис из 2006. када је регистровано 13.780 житеља. Самим тим Кокран се убраја међу најбрже растуће урбане средине у Канади, а на основу броја становника испуњава услов за добијање статуса службеног града у провинцији Алберта (преко 10.000 становника).
У Кокрану постоји доста развијена индустријска делатност, а посебно се то односи на дрвну и индустрију грађевинског материјала. Развијена је и пољопривреда, посебно сточарство и трговина. Једна је од ретких средина у Канади у којој су привредници ослобођени пореза и то је један од разлога наглог напретка вароши. Подручје ван насеља популарно је међу параглајдерима и бициклистима.

## Становништво
| 1996. | 2001.  | 2006.  | 2011.  | 2016.  |
| ----- | ------ | ------ | ------ | ------ |
| 7.424 | 11.798 | 13.760 | 17.580 | 25.853 |